# Uxmal
Uxmal er en stor præcolumbiansk mayaruinby i staten Yucatán i Mexico. Den ligger 78 km syd for Mérida (110 km fra Mérida på landevej 261 til Campeche). 15 km syd-sydøst for byen Muna.
Uxmal udtales "Uusj-mahl". Stednavnet er præ-columbiansk, og de fleste mener, at det er et ældgammelt mayaudtryk, som betyder "bygget tre gange", selvom nogle mayasprogforskere er uenige.

## Tidlig historie
Uxmal er en populær turistattraktion, og der er gjort et stort arbejde for at genopbygge og restaurere bygningerne, mens der kun har fundet meget få egentlige arkæologiske udgravninger og forskning sted; derfor vides det ikke, hvor længe byen var i brug, og indbyggertallet (omkring 25.000) er kun et meget løseligt gæt, som kan ændre sig, hvis bedre oplysninger kommer for dagen. Det meste af den arkitektur, som i dag kan ses, blev bygget mellem cirka år 700 og 1100.
Maya-historikerne skrev, at Uxmal blev grundlagt omkring år 500 af Hun Uitzil Chac Tutul Xiu. I generationer blev Uxmal regeret af Xiu-familien, og stedet var det mest magtfulde i det vestlige Yucatán. I et stykke tid dominerede det i en alliance med Chichen Itza hele det nordlige mayaområde. Efter år 1200 lader der ikke til at være foretaget større byggerier, hvilket måske hænger sammen med Uxmals Chichen Itzas fald og en forskydning af magten på Yucatán til Mayapan. Xiu-familien flyttede sin hovedstad til Maní og indbyggertallet i Uxmal gik tilbage.
Efter Spaniens erobring af Yucatán, (hvor Xiu'erne allierede sig med spanierne), antyder tidlige koloniale dokumenter, at Uxmal ind i 1550'erne stadig var et beboet sted af nogen vigtighed, men der blev ikke bygget en spansk by på stedet, og Uxmal blev snart stort set forladt.

## Beskrivelse af området
Selv før restaureringsarbejdet var Uxmal i en bedre stand end mange andre mayasteder, fordi byen var usædvanligt godt bygget. Meget blev bygget med veludhuggede sten uden brug af gips til at holde sammen på bygningerne. Stedets maya-arkitektur er i elegance og skønhed kun sammenlignelig med den i Palenque. Maya-arkitekturens puuc-stil er dominerende. Takket være en god bevaringsstand er det en af de få mayabyer, hvor tilfældigt besøgende kan få et godt indtryk af, hvordan hele det ceremonielle center så ud i gamle dage.
Nogle af de mere bemærkelsesværdige bygninger er:
- Guvernørens Palads, en lang, lav bygning ovenpå en kæmpestor platform, med den længste facade i det præ-columbianske Mesoamerika.
- Adivino'en eller "Troldmandens Pyramide", er et flot pyramidetempel, som på flere måder er usædvanligt. Trinpyramidens enkelte lag er ovale i modsætning til den almindelige rektangulære eller kvadratiske form. I Mesoamerika var det almindeligt at bygge nye tempelpyramider ovenpå ældre pyramider, men her blev en ny pyramide bygget lidt mod øst i forhold til den gamle, så vestsiden af templet ovenpå den gamle pyramide er bevaret med det nyere tempel over det.
- Det Firlængede Nonnekloster (et navn spanierne gav det; det var et regeringspalads) og er den flotteste af Uxmals firlængede bygninger med omhyggeligt udhuggede facader, både på inder- og ydersiderne.
- En stor boldbane til at spille det mesoamerikanske boldspil på, med inskriptioner som oplyser, at den blev opført i 901 af Chan Chak K'ak'nal-Ahau.

Et antal andre tempelpyramider, firkantede bygninger og andre monumenter, nogle af betydelig størrelse og i forskellige grader af bevaring, befinder sig også i Uxmal.
Flertallet af hieroglyfinskriptionerne var på en række stensteler, som mod sædvane var grupperet på en enkelt platform. Stelerne afbilder de gamle herskere i byen, og de viser tegn på at være blevet ødelagt og væltet med vilje i oldtiden; nogle er blevet rejst op og istandsat.
Et yderligere tegn på en mulig krig eller slag finder man i resterne af en mur, som omkransede det meste af det ceremonielle center.
En stor stenbelagt hævet fodgængervej forbinder Uxmal med Kabah, der ligger ca. 18 km mod syd.

## Ruinernes moderne historie
Stedet, der ligger nær Mérida ved siden af en vej til Campeche, har tiltrukket mange besøgende siden Mexico blev uafhængig. De første detaljerede oplysninger om ruinerne blev udgivet af Jean Frederic Waldeck i 1838.
John Lloyd Stephens og Frederick Catherwood aflagde Uxmal to længere besøg i 1840'erne, hvor arkitekten og tegneren Catherwood efter sigende lavede så mange kortlæggelser og tegninger, at de kunne have været brugt til at
bygge en kopi af byen (desværre er de fleste af tegningerne gået tabt).
Désiré Charnay tog en række fotografier af Uxmal i 1860. Omtrent tre år senere besøgte Carlota af Mexico; som forberedelse til hendes besøg fjernede de lokale myndigheder nogle statuer og arkitektoniske elementer, som afbildede fallos-temaer.
Sylvanus Morley lavede et kort over området i 1909 indeholdende tidligere oversete bygninger. Den mexicanske regerings første projekt til sikring af bygningerne mod at styrte sammen eller forfalde endnu mere fulgte
i 1927. I 1930 ledte danskeren Frans Blom en ekspedition finansieret af Tulane University, hvor der blandt andet blev lavet gipsafstøbninger af "nonneklosterets" facader; en kopi af bygningen blev konstrueret og fremvist på verdensudstillingen i 1933 i Chicago i USA. I 1936 påbegyndtes endnu et reparations- og sikringsprojekt af den mexicanske regering under ledelse af José Erosa Peniche.
Dronning Elizabeth II af Storbritannien aflagde et besøg den 27. februar 1975 i forbindelse med indvielsen af stedets "lyd- og lysshow"; da præsentationen nåede til det punkt, hvor lydsystemet afspillede mayaernes bøn til Chac, blev de forsamlede notabiliteter pludselig udsat for et styrtende regnvejr på trods af, at det var midt i tørkeperioden.
Der er opført to hoteller og et lille museum på området.